# 乌拉尔民用航空厂
乌拉尔民用航空厂（英语：Ural Works of Civil Aviation，简称UZGA）是位于俄罗斯叶卡捷琳堡的一家大型国有并專門從事飛機引擎、變速箱和總成維修和以及螺旋桨飞机制造企业。在苏联时期即已奠定深厚的航空维修工业基础。它專門從事飛機設備、零件和總成的開發、生產、測試、維修和保養。目前該公司包括一個發動機維護和修理生產中心、飛機製造設施、一個工程中心以及許多子公司、附屬公司和獨立公司。

## 历史[1]
乌拉尔民用航空厂的前身可以追溯到1939年的苏联时期，当时主要承担民航飞机的维修任务。最初称为线性飞机维修店(САРМ ГВФ),對莫斯科-伊爾庫茨克、斯維爾德洛夫斯克-莫斯科和莫斯科-馬格尼托哥爾斯克航線上的飛機進行維修。1939 年 3 月 16 日，該工廠獲得蘇聯民用艦隊獨立企業的地位，当时代号为404工厂（ ）。

### 1941-1945年
在卫国战争时期，該企業顯著擴展了其能力範圍。工廠工人掌握並開始組裝SB轟炸機和I-15、I-16戰鬥機，更換LI-2飛機上的發動機，並修理當時最受歡迎的發動機ASh-62 IR。同时，該公司也生产喀秋莎飛彈發射裝置零件。
1941 年至 1945 年間，工廠工人總共维修560 架飛機和 1,500 台飞机發動機。

### 1945-1960年
戰後，該廠為民航艦隊維修IL-12飛機ASh-82FN發動機。 
1956年，企業對車間進行了重組和技術設備，掌握了IL-14飛機ASh-82T活塞發動機的維修技術。
1960-1969年
60年代，隨著苏联直升機航空的發展，主要负责苏联的Mi-4直升機的ASh-82V發動機和R-5主變速箱大修工作。

### 1970年代
烏拉爾民航工廠於 1973 年掌握了Mi-6與Mi- 24A直昇機使用的TV2-117A 燃氣渦輪發動機的維修技術。
1975年，工廠工人熟練进行米8直升機VR-8A主變速箱的修復。   

### 1980年代
1981年，根據蘇聯最高蘇維埃主席團令，該廠被授予榮譽勳章。 
80年代開設了結構分析實驗室，利用電子顯微鏡監測渦輪葉片的結構是否過熱；完成MIS-2發動機測試站的建設，並在該站首次试车圖波列夫 Tu-154飞机使用的NK-8-2發動機。

### 1990年代
工厂開始大修的TV3-117直升機發動機及其改裝件，並在俄羅斯第一個掌握了Mi-2 直升機GTD-350發動機的維修技術。 
1999年，憑藉其高技術和科學潛力，該工廠掌握了EU-1500/3000移動式發電廠的生產技術。同年开始进行NK16-ST發動機的維修工作。 
隨著市場轉型，工廠开始涉足飞机制造，初期产品是单引擎飞机МАИ-223。

### 2000年至今
2015年，烏拉爾民航工廠成為德事隆航空在俄羅斯聯邦的合作伙伴。生產了俄羅斯第一架輕型客運直升機Bell-407 。
2019年，UZGA工程中心啟動的首批專案是輕型多用途飛機LMS-901“貝加爾”，設計可搭載9名乘客，以及44座渦輪螺旋槳支線飛機TVRS-44“拉多加”。
2024年。拉多加飛機首架飛行原型機（TVRS-44）將於年底在葉卡捷琳堡烏拉爾民航工廠（UZGA）完成組裝。烏拉爾民航工廠（UZGA）已向俄羅斯國防部轉讓了兩架生產標準的UTS-800教練機。這些飛機旨在用於作戰和戰術航空學員的初始飛行訓練、選拔和指導。

## 西方制裁
由于俄乌战争，2014年起受到欧盟、美国和澳大利亚的制裁。